# Anna-Maria Polani
Anna-Maria Polani est une actrice italienne, connue surtout pour sa prestation dans Hercule contre les tyrans de Babylone, où elle tient le rôle de la malheureuse reine Hespéria.
Elle a également pris part au tournage d'autres peplum, notamment Goliath à la conquête de Bagdad, et Maciste contre les hommes de pierre, souvent en compagne de Peter Lupus. Elle a parfois tourné sous le pseudonyme d'Ann Sherman.

## Filmographie
- 1964 : Squillo de Mario Sabatini : Bettina
- 1964 : Samson et le trésor des Incas (Sansone e il tesoro degli Incas) de Piero Pierotti
- 1964 : Goliath à la conquête de Bagdad (Golia alla conquista di Bagdad) de Domenico Paolella
- 1964 : Hercule contre les tyrans de Babylone (Ercole contro i tiranni di Babilonia) de Domenico Paolella
- 1964 : Maciste contre les hommes de pierre (Maciste e la regina di Samar) de Giacomo Gentilomo
- 1965 : Se non avessi più te d'Ettore Maria Fizzarotti : Isabel de Villalba
- 1965 : Un mercenaire reste à tuer (All'ombra di una colt) de Giovanni Grimaldi
- 1966 : Une vierge pour le prince (Una vergine per il principe) de Pasquale Festa Campanile
- 1966 : Missione sabbie roventi d'Alfonso Brescia
- 1966 : Les Nuits de l'épouvante (La lama nel corpo) d'Elio Scardamaglia
- 1968 : Lucrèce, fille des Borgia (Lucrezia) d'Osvaldo Civirani